# Temporada de ciclones no Índico Sudoeste de 2015-2016
A temporada de ciclones no Índico Sudoeste de 2015-16 foi um evento ligeiramente abaixo da média na formação de ciclones tropicais. A temporada anual de ciclones começou em 15 de novembro, 2015, com a primeira tempestade, Annabelle, formando quatro dias depois. A tempestade final e mais forte, Fantala, se dissipou em abril 23, 2016, uma semana antes da temporada terminar em abril 30 para a maior parte da região. Nas Maurícias e nas Seychelles, a temporada de ciclones terminou meio mês depois, em 15 de maio. A atividade da temporada foi influenciada por um El Niño contínuo e um Dipolo do Oceano Índico positivo.
A bacia do Sudoeste do Oceano Índico consiste na porção do Oceano Índico a oeste de 90°E e ao sul do Equador. A atividade dos ciclones tropicais foi monitorada pelo escritório Météo-France em Reunião, o Centro Meteorológico Regional Especializado da bacia. A bacia também é monitorada não oficialmente pelo Joint Typhoon Warning Center, que usa ventos sustentados de um minuto para estimar a velocidade do vento dentro dos sistemas, enquanto a Météo-France usa ventos sustentados de dez minutos e sua própria escala de intensidade.
Oito tempestades tropicais moderadas no total se desenvolveram ou existiram dentro dos limites da bacia, ligeiramente abaixo da média de dez. A maioria dos sistemas durante a temporada permaneceu fraca, com apenas três tempestades (Uriah, Emeraude e Fantala) atingindo pelo menos a força do ciclone tropical com ventos de 120 km/h (75 mph), em comparação com a média de cinco. No entanto, a temporada contou com o ciclone Fantala, que se tornou o ciclone tropical mais forte já registrado na bacia em termos de ventos sustentados de 10 minutos a 250 km/h (160 mph) e em termos de ventos sustentados de 1 minuto a 285 km/h (177 mph).

## Previsões sazonais
Em 19 de outubro, os Serviços Meteorológicos das Maurícias (MMS) divulgaram suas perspectivas de verão 2015-16. Uma temporada média, com cerca de sete a nove ciclones se formando, era esperada. O MMS também indicou que a região equatorial ao norte de Maurício, leste de Agaléga e oeste de Diego Garcia, pode ser significativamente propícia para a formação de ciclones.
A Météo-France divulgou sua previsão sazonal de atividade ciclônica para a bacia em 12 de novembro. A MFR previu uma temporada ligeiramente abaixo da média, citando os efeitos de um evento El Niño muito forte. Em comparação com uma média de dez tempestades tropicais moderadas que geralmente se formam no sudoeste do Oceano Índico, uma chance de 70% foi dada à probabilidade de formação de seis a dez tempestades nomeadas. Uma chance de 20% foi dada à formação de apenas cinco ciclones ou menos, e 10% foi dado a um nível de atividade acima da média. A MRF esperava que um número acima da média de tempestades nomeadas se desenvolvesse na região central da bacia (de 60°E a 77°E), e que haveria atividade abaixo da média a leste de 77°E. Atividade próxima do normal era esperada a oeste de 60°E. O MFR também previu que o movimento dos ciclones durante a temporada teria um componente meridional mais forte do que o normal, com tendência a seguir o sul rapidamente.

## Resumo sazonal
A temporada começou em 19 de novembro, com a formação de Annabelle. Após um mês de inatividade, Bohale se formou, mas foi bastante fraco e atingiu apenas uma força moderada de ciclone tropical. Outro mês se passou antes de Corentin se formar em 20 de janeiro. Em fevereiro, a bacia tornou-se um pouco ativa com a formação de Daya, e Urias entrando na bacia dias depois. O Emeraude se formou em março, atingindo rapidamente um pico de intensa força de ciclone tropical, antes de enfraquecer rapidamente. A tempestade tropical moderada 07 formou-se no final de março. Em abril, a temporada começou a diminuir. Ciclone Tropical Muito Intenso Fantala formou-se perto do final do mês e atingiu o pico de intensidade como o ciclone tropical mais forte registado na bacia em termos de ventos sustentados. Fantala se dissipou em 24 de abril, encerrando a temporada.

## Sistemas

### Tempestade Tropical Severa Annabelle
Météo-France notou pela primeira vez uma zona de clima perturbado cerca de 930 km (580 mi) leste-nordeste de Diego Garcia em 18 de novembro. Foi designado como uma perturbação tropical no dia seguinte e atualizado para uma depressão tropical logo depois. Em 20 de novembro, a organização do sistema continuou a melhorar com bandas convectivas apertadas e foi atualizado para o status de tempestade tropical moderada cerca de 270 km (170 mi) ao sul de Diego Garcia. O sistema não foi nomeado Annabelle operacionalmente até o início do dia seguinte. Annabelle intensificou-se lentamente por vários dias, à medida que se deslocava para o sul-sudeste. O sistema acelerou para o sudeste e desenvolveu um recurso de olho. Annabelle tornou-se uma tempestade tropical severa no início de 23 de novembro, beneficiando-se de uma forte divergência no nível superior. Seis horas depois, Annabelle atingiu seu pico de intensidade de 100 km/h (62 mph). Em 24 de novembro, a convecção de Annabelle tornou-se desorganizada como resultado do aumento do cisalhamento do vento induzido por uma calha de nível superior e temperaturas oceânicas mais frias e foi declarada pós-tropical. Os remanescentes de Annabelle enfraqueceram nos dias seguintes até se dissiparem em 27 de novembro.

### Tempestade Tropical Moderada Bohale
Em 3 de dezembro, uma área desorganizada de convecção se desenvolveu sobre as regiões equatoriais do Oceano Índico central. O sistema seguiu geralmente para sudoeste até se intensificar na Depressão Tropical 02 em 10 de dezembro. A depressão tropical virou gradualmente para o sul-sudoeste e exibiu convecção fraca, deixando o sistema exposto enquanto lutava para se intensificar dentro de uma massa de ar seco. Recebeu o nome Bohale dos Serviços Meteorológicos das Maurícias no início de 11 de dezembro, quando foi operacionalmente determinado que se tornou uma tempestade tropical moderada. Na reanálise pós-temporada, Météo-France determinou que Bohale se tornou uma tempestade tropical um dia depois, em 12 de dezembro Bohale manteve seu pico de intensidade de 65 km/h (40 mph) como uma tempestade tropical moderada por 18 horas, antes de fazer a transição para uma depressão pós-tropical às 18 UTC, mantendo seus ventos fortes. Os remanescentes pós-tropicais de Bohale seguiram para o sul lentamente até se dissiparem em 16 de dezembro.

### Tempestade Tropical Severa Corentin
Météo-France identificou um distúrbio tropical movendo-se geralmente para o oeste sobre o leste do Oceano Índico em 20 de janeiro. Ao meio-dia do dia seguinte, a perturbação se intensificou em uma tempestade tropical moderada que recebeu o nome de Corentin. Corentin continuou a se intensificar constantemente sob um cume de nível superior quando seu movimento começou a se voltar para o sul. O sistema foi atualizado para o status de tempestade tropical severa em 22 de janeiro, enquanto rastreava quase o sul. Corentin atingiu o pico mais tarde naquele dia com velocidades de vento sustentadas máximas de 10 minutos de 110 km/h (68 mph) e um grande, 110 km (68 mi) olho rasgado. O sistema começou a enfraquecer em 23 de janeiro, quando sua representação por satélite se deteriorou e seus olhos começaram a se alargar. A tempestade continuou a enfraquecer à medida que o padrão de vento de nível superior se tornou desfavorável. Com seu centro exposto e movendo-se sobre águas mais frias, Corentin passou para uma depressão pós-tropical em 25 de janeiro. Os remanescentes pós-tropicais de Corentin serpentearam no sul do Oceano Índico até que sua baixa remanescente se dissipou em 31 de janeiro.

### Tempestade Tropical Moderada Daya
Uma área de baixa pressão desenvolveu-se dentro de uma calha de monção sobre o Canal de Moçambique em 1 de fevereiro. Seguiu para sudeste, cruzando Madagascar e se tornando um distúrbio tropical 380 km (240 mi) ao norte de Saint-Denis, Reunião em 8 de fevereiro. A perturbação começou a viajar geralmente para sudoeste, intensificando-se lentamente. No dia seguinte, o sistema virou para sudeste sob a influência de uma cordilheira a leste e uma baixa de corte a sudoeste. Em 10 de fevereiro, o sistema foi classificado como Tempestade Tropical Moderada Daya, enquanto localizado a cerca de 470 km (290 mi) sudoeste de Saint-Denis. Daya acelerou para sudeste sob a influência da cordilheira e a divergência favorável em direção aos polos permitiu que o sistema atingisse o pico com ventos máximos sustentados de 75 km/h (47 mph) cedo no dia seguinte. Daya rapidamente encontrou forte cisalhamento do vento, o que levou à sua transição para uma depressão pós-tropical em 12 de fevereiro Météo-France cessou o monitoramento de Daya pós-tropical no dia seguinte.
Entre fevereiro 9 e 10, fortes chuvas de Daya afetaram partes de Madagascar, Reunião e Maurício. Durante um período de 24 horas, 111 mm (4.4 in) de chuva caiu em Vacoas-Phoenix, Maurício, e 100 mm (3.9 in) caiu em Saint-Denis, Reunião. Inundações repentinas danificaram casas e desalojaram centenas de pessoas nas Maurícias.

### Ciclone Tropical Intenso Uriah
Uriah entrou na bacia do Sudoeste do Oceano Índico como uma tempestade tropical moderada da região australiana em 14 de fevereiro, onde foi previamente monitorada pelo escritório do Bureau of Meteorology em Perth. A tempestade seguiu geralmente para sudoeste, mantendo a intensidade. No início de 16 de fevereiro, Uriah começou a se intensificar de forma constante, virando para o oeste como uma cordilheira subtropical construída ao sul do sistema. Urias também começou a desenvolver um olho, o que se tornou evidente mais tarde naquele dia. Em 17 de fevereiro, Urias atingiu a força de furacão (74 km/h ou 118 km/h) ventos, tornando-se o primeiro ciclone tropical da temporada. Continuando a se intensificar rapidamente, Uriah se tornou um intenso ciclone tropical doze horas depois. À medida que a cordilheira anteriormente localizada ao sul de Urias foi reconstruída a leste, o intenso ciclone tropical começou a se voltar para o sul. À medida que o cisalhamento do vento noroeste começou a afetar o sistema, sua aparência começou a se deteriorar e sua convecção diminuiu. Uriah rapidamente enfraqueceu para uma tempestade tropical severa em 19 de fevereiro e fez a transição para uma depressão pós-tropical logo depois. Os remanescentes de Urias serpentearam, quase estacionários no sul do Oceano Índico, até se tornarem uma depressão extratropical e correrem para o sudeste.

### Ciclone Tropical Intenso Emeraude
A tempestade tropical moderada Emeraude desenvolveu-se perto da periferia leste da bacia em 15 de março Com condições ambientais favoráveis e um bom canal de escoamento em direção aos pólos, a tempestade se intensificou rapidamente em um ciclone tropical no dia seguinte. O pequeno ciclone seguiu lentamente em direção oeste-noroeste, continuando a se fortalecer rapidamente. Tornou-se um ciclone tropical intenso no início de 17 de março, atingindo velocidades de vento máximas sustentadas de 205 km/h (127 mph). Sob a influência de um fortalecimento próximo à cordilheira equatorial localizada a nordeste, o movimento de Emeraude começou a desacelerar e a girar para leste. O ciclone foi rapidamente afetado pelo aumento do cisalhamento do vento e diminuição do conteúdo de calor oceânico induzido por seu movimento lento, resultando em um enfraquecimento significativo. Incapaz de alcançar condições favoráveis, Emeraude enfraqueceu abaixo da intensidade do ciclone tropical às 06:00 UTC de 18 de março, 24 horas após atingir o pico de intensidade. O sistema enfraqueceu brevemente em uma tempestade tropical moderada antes de se fortalecer novamente no dia seguinte, quando atingiu águas mais quentes. Emeraude virou para o sul e se aproximou da força do ciclone tropical em 19 de março, mas permaneceu uma tempestade tropical severa. As condições tornaram-se novamente desfavoráveis e o cisalhamento do vento aumentou, afastando a convecção do centro do sistema, permitindo que o enfraquecimento ocorresse novamente. Emeraude deixou de produzir ventos fortes e tornou-se uma depressão tropical em 21 de março. Sua baixa remanescente se dissipou em 23 de março ao sul das águas, onde atingiu o pico de intensidade cinco dias antes.

### Tempestade Tropical Moderada 07
Uma perturbação tropical formada no centro do Oceano Índico, 770 km (480 mi) sul-sudeste de Diego Garcia em 28 de março. A perturbação se intensificou em uma depressão tropical e foi empurrada rapidamente para o sudeste à frente de uma calha, longe do Território Britânico do Oceano Índico. Tendo sido previamente analisado como uma depressão tropical ao longo de sua vida, Météo-France observou que 07 se intensificou em uma tempestade tropical moderada no mesmo dia. A tempestade tropical moderada 07 atingiu brevemente ventos máximos máximos sustentados de 85 km/h (53 mph) no dia seguinte antes do forte cisalhamento do vento atingir o sistema, resultando em um rápido enfraquecimento e uma rápida transição para uma depressão pós-tropical em 30 de março.

### Ciclone Tropical Muito Intenso Fantala
Fantala formou-se em abril 11 ao sul de Diego Garcia. Com uma crista ao sul, a tempestade se moveu para o oeste por vários dias enquanto ganhava força, auxiliada por águas mornas e cisalhamento de vento decrescente. No final de abril 17, o MFR estimou o pico de 10 minutos de ventos sustentados de 250 km/h (160 mph), o mais alto já registrado na bacia. Enquanto isso, o JTWC estimou ventos sustentados de 1 minuto de 285 km/h (177 mph), superando o ciclone Agnielle de novembro de 1995 como o ciclone mais forte já registrado no sudoeste do Oceano Índico em termos de velocidade do vento. O sistema enfraqueceu devido a um ciclo de substituição da parede do olho, e uma mudança nas correntes de direção fez com que Fantala invertesse a direção e acelerasse para sudeste. Isso trouxe o ciclone sobre águas mais frias anteriormente ressurgidas por si só, causando ainda mais enfraquecimento. Entre 19 e 23 de abril, Fantala flutuou em intensidade. No início, o olho tornou-se mais pronunciado, mas o cisalhamento do vento logo fez com que o enfraquecimento fosse retomado. Em 22 de abril, Fantala parou novamente devido a um cume de construção ao sul. Fantala acelerou de volta ao noroeste como um ciclone tropical moderado, com o JTWC e o MFR emitindo seus avisos finais em 24 de abril. Os remanescentes de Fantala continuaram a noroeste em direção à costa leste africana.
As evacuações foram iniciadas na Agaléga antes do ciclone Fantala. Embora perto do pico de intensidade, o ciclone também passou perto do Grupo Farquhar das Seychelles, danificando a maioria dos edifícios do pequeno arquipélago. As ilhas foram declaradas uma área de desastre pelas autoridades de Seychelles. Após a dissipação, a umidade remanescente de Fantala afetou a Tanzânia e o Quênia, onde fortes chuvas e inundações mataram 13 pessoas e deixaram 13.933 desabrigados. Oito pessoas morreram na região do Kilimanjaro, onde as inundações atingiram edifícios e prenderam centenas de moradores. Na região de Morogoro, cinco pessoas morreram afogadas em rios inundados.

## Nomes de tempestades
No Sudoeste do Oceano Índico, depressões tropicais e subtropicais que se julga terem vento sustentado por 10 minutos de pelo menos 65 km/h (40 mph) pelo Centro Meteorológico Regional Especializado da Ilha de La Réunion, França (RSMC La Réunion) geralmente recebem um nome. No entanto, são os Centros Sub-regionais de Aconselhamento de Ciclones Tropicais nas Maurícias e Madagáscar que dão nome aos sistemas. O Centro Consultivo Sub-Regional de Ciclones Tropicais nas Maurícias nomeia uma tempestade caso se intensifique em uma tempestade tropical moderada entre 55°E e 90°E. Se uma tempestade se intensificar em uma tempestade tropical moderada entre 30°E e 55°E, então o Centro Consultivo Sub-Regional de Ciclones Tropicais em Madagascar atribui o nome apropriado à tempestade. Novas listas de nomes são usadas todos os anos, e um nome normalmente é usado apenas uma vez, portanto, atualmente não há nomes retirados, no entanto, se um nome não for usado durante uma temporada, o nome poderá ser reutilizado em temporadas futuras.
| - Annabelle - Bohale - Corentin - Daya - Emeraude - Fantala - Gao (sem usar) - Hassina (sem usar) - Inacio (sem usar) | - Juma (sem usar) - Ketiwe (sem usar) - Lalelani (sem usar) - Moabi (sem usar) - Naima (sem usar) - Octave (sem usar) - Piera (sem usar) - Quizito (sem usar) - Richard (sem usar) | - Sofia (sem usar) - Tatiana (sem usar) - Umboni (sem usar) - Vela (sem usar) - Wayne (sem usar) - Xaba (sem usar) - Yazid (sem usar) - Zenani (sem usar) |

## Efeito sazonais
Esta tabela lista todos os ciclones tropicais e ciclones subtropicais que foram monitorados durante a temporada de ciclones do Sudoeste do Oceano Índico de 2015–2016. Informações sobre sua intensidade, duração, nome, áreas afetadas vêm principalmente do RSMC La Réunion. Os relatórios de mortes e danos vêm de relatórios da imprensa ou da agência nacional de gerenciamento de desastres relevante, enquanto os totais de danos são fornecidos em 2015 ou 2016 USD.
| Nome                | Datas ativo                | Classificação máxima           | Velocidade de vento sustentados | Pressão             | Áreas afetadas                            | Danos (USD)  | Fatalidades | Refs          |
| ------------------- | -------------------------- | ------------------------------ | ------------------------------- | ------------------- | ----------------------------------------- | ------------ | ----------- | ------------- |
| Annabelle           | 19 de novembro–24          | Tempestade tropical severa     | 100 km/h (60 mph)               | 983 hPa (29.0 inHg) | Nenhum                                    | Nenhum       | Nenhum      |               |
| Bohale              | 9 de dezembro – 12 de 2015 | Tempestade Tropical Moderada   | 65 km/h (40 mph)                | 995 hPa (29.4 inHg) | Nenhum                                    | Nenhum       | Nenhum      | [ 47 ]        |
| Corentin            | 20 de janeiro–25           | Tempestade tropical severa     | 110 km/h (70 mph)               | 970 hPa (29 inHg)   | Nenhum                                    | Nenhum       | Nenhum      |               |
| Daya                | 7 de fevereiro – 12        | Tempestade Tropical Moderada   | 65 km/h (40 mph)                | 990 hPa (29 inHg)   | Madagascar, Réunion, Mauritius            | Desconhecido | Nenhum      | [ 48 ]        |
| Uriah               | 14 de fevereiro–19         | Intense tropical cyclone       | 205 km/h (125 mph)              | 925 hPa (27.3 inHg) | Nenhum                                    | Nenhum       | Nenhum      |               |
| Emeraude            | 15 de março–21             | Intense tropical cyclone       | 205 km/h (125 mph)              | 940 hPa (28 inHg)   | Nenhum                                    | Nenhum       | Nenhum      |               |
| Seven               | 28 de março – 30 de 2016   | Tempestade Tropical Moderada   | 85 km/h (50 mph)                | 993 hPa (29.3 inHg) | Nenhum                                    | Nenhum       | Nenhum      | [ 49 ]        |
| Fantala             | 11 de abril–23             | Ciclone Tropical Muito Intenso | 250 km/h (155 mph)              | 910 hPa (27 inHg)   | Agaléga, Seychelles, Madagascar, Tanzania | $4.5 million | 13          | [ 50 ] [ 45 ] |
| Totais da temporada |                            |                                |                                 |                     |                                           |              |             |               |
| 8 sistemas          | 19 de novembro – abril 23  |                                | 250 km/h (155 mph)              | 910 hPa (27 inHg)   |                                           | $4.5 milhões | 13          |               |